# Museo Sacerdote Daniel Cargnin
El Museo Sacerdote Daniel Cargnin está situado en la calle Comercio, 825, en el ciudad de Mata, Rio Grande do Sul, Brasil. Se llama así en honor del paleontólogo Daniel Cargnin, que recaudó más de 80 por ciento de los fósil de lo Geoparque Paleorrota.

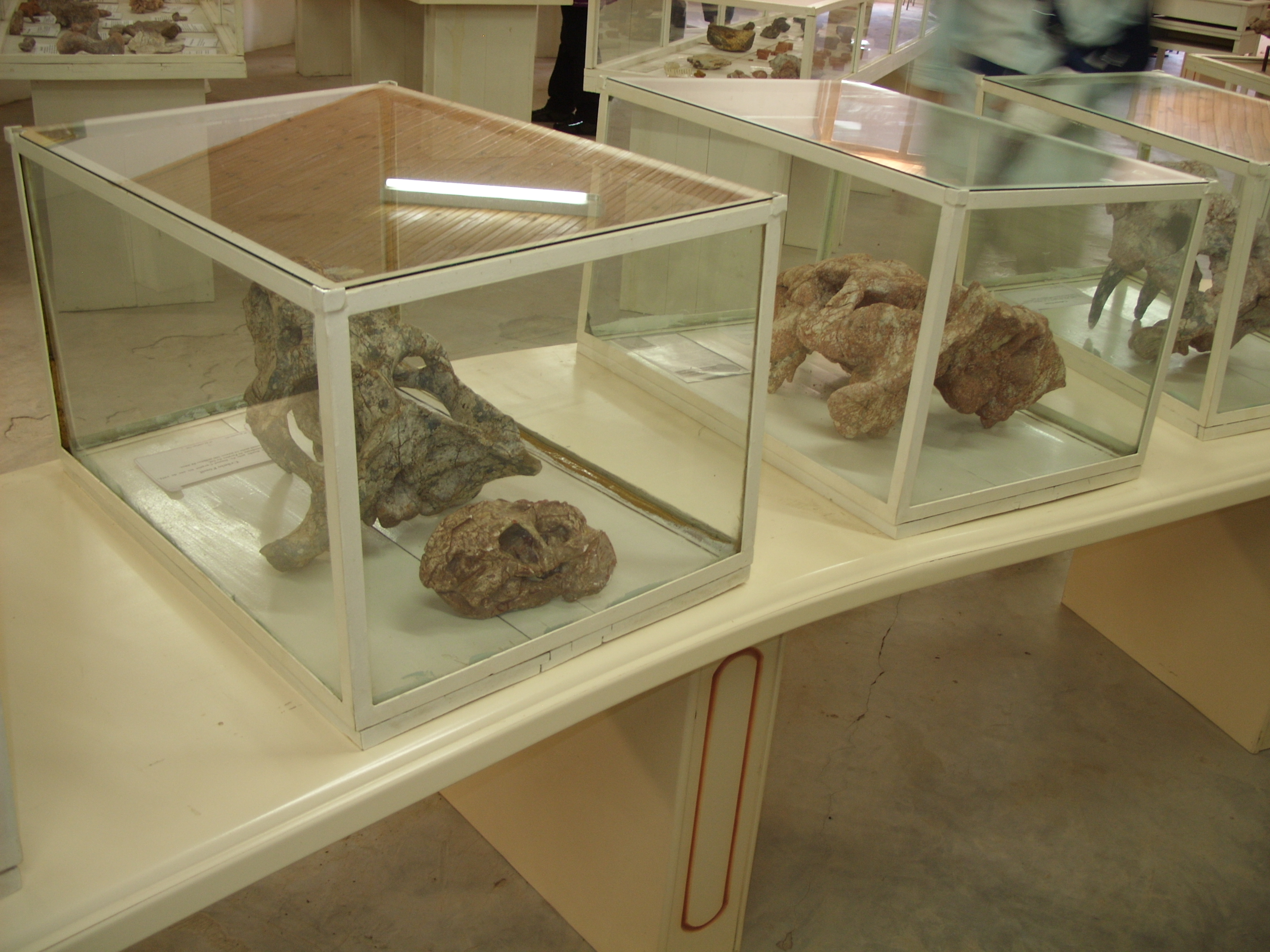
Dicinodontes.

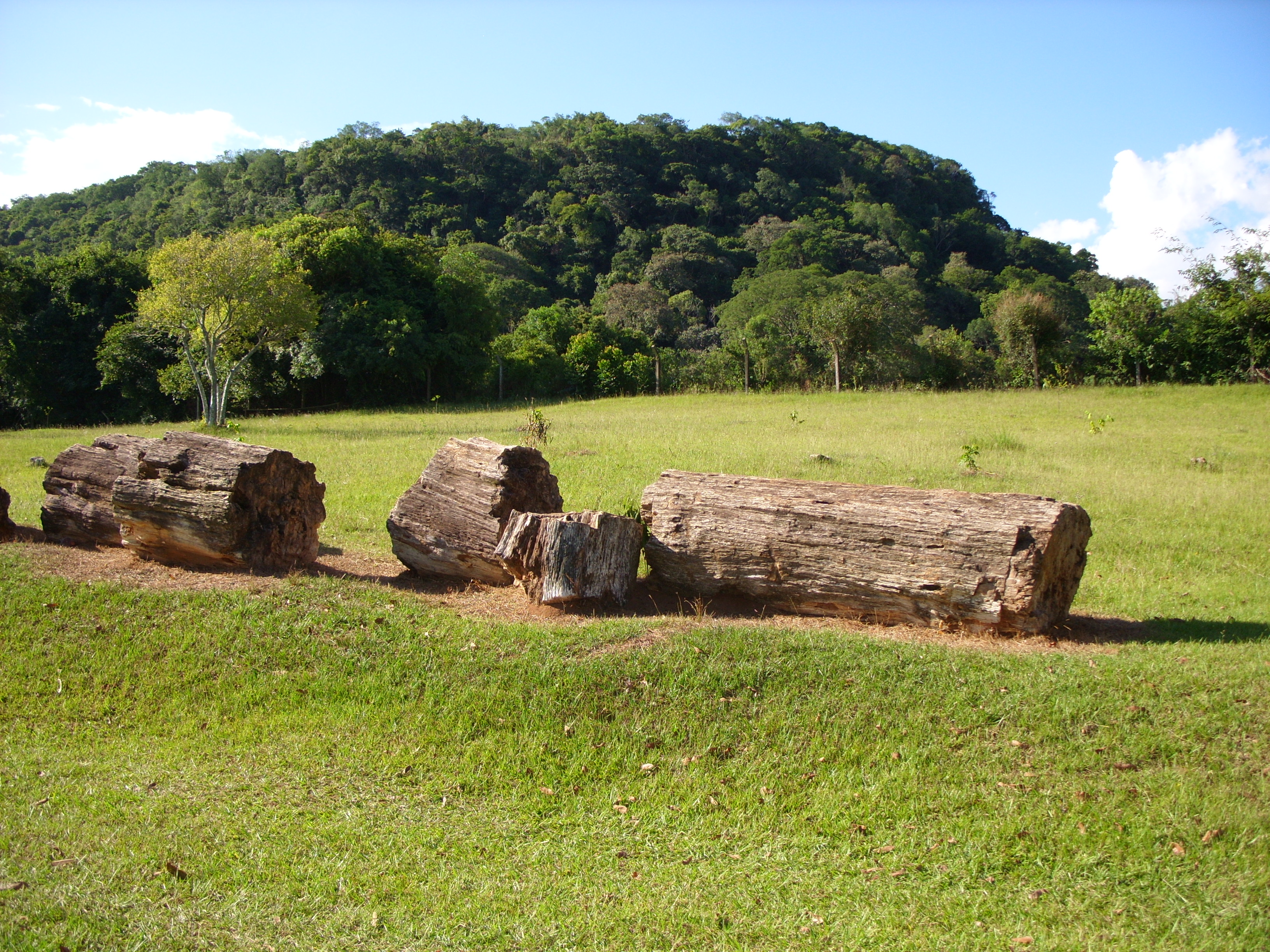
Junto al museo se encuentra el Parque paleobotánica.

Con una colección de 2.500 piezas fósiles de plantas y animales. La región es un centro de información y orientación sobre el geoparque Paleorrota. A continuación se encuentra el Jardín paleobotánica, ubicado en la calle Rua do Sertão, 67, con una superficie de 36.000m ², con fósiles de un Bosque petrificado, sirve como un campo de estudio y el turismo.
Se adjunta una Casa Cultural que alberga una máquina Deutz de fabricación alemana en los años 30 que alimenta un generador que suministra electricidad a la ciudad.